# 야우헤니 치한초우
야우헤니 파울라비치 치한초우(벨라루스어: Яўгені Паўлавіч Ціханцоў, 러시아어: Евгений Павлович Тихонцов 예브게니 파블로비치 티혼초프[*], 1998년 11월 4일~)은 벨라루스의 역도 선수이다. 2024년 하계 올림픽 남자 헤비급 동메달을 획득했으며 세계 선수권 대회에서 금메달 1개, 동메달 1개, 유럽 선수권 대회에서 금메달 2개를 획득했다.

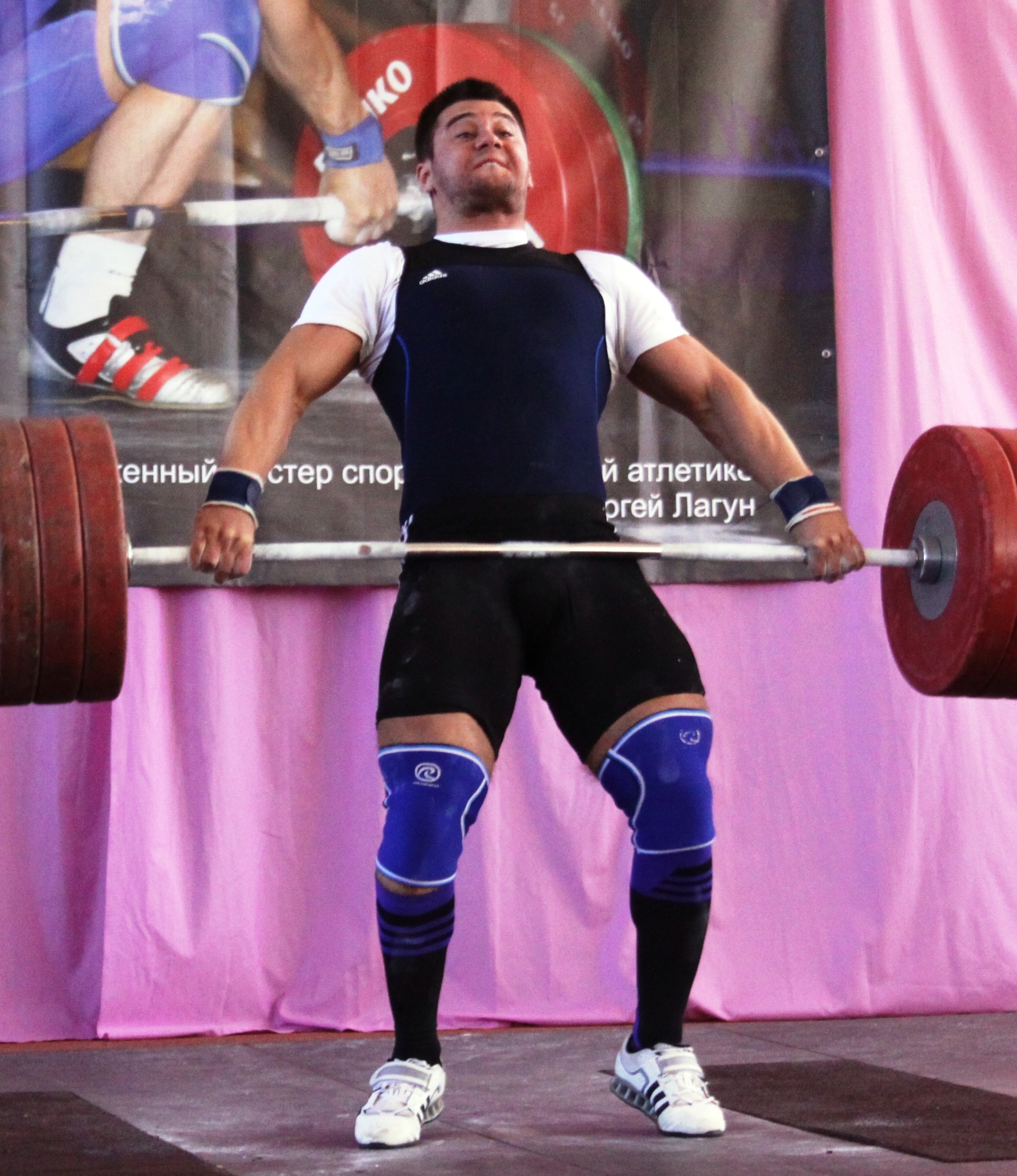
2018년 샤르헤이 라훈 추모 대회 당시 경기 중인 치한초우